# Revista Flama
A Revista Flama foi uma publicação portuguesa, fundada a 5 de Fevereiro de 1937 como jornal quinzenário da Juventude Escolar Católica (auto-intitulava-se como “jornal ilustrado de actualidades”), e encerrou a 2 de Setembro de 1976.
O seu primeiro director foi António dos Reis Rodrigues.
Entre outras, foi responsável pela organização da eleição das rainhas da rádio e da televisão.